# Viscum triflorum
Viscum triflorum är en sandelträdsväxtart. Viscum triflorum ingår i släktet mistlar, och familjen sandelträdsväxter.

## Underarter
Arten delas in i följande underarter:
- V. t. nervosum
- V. t. triflorum